# 加勒特·克卢
加勒特·克卢（英語：Garrett Klugh，1974年11月18日—），美国男子赛艇运动员。他曾代表美国参加世界赛艇锦标赛，获得一枚金牌、一枚银牌和一枚铜牌。他也曾参加2004年夏季奥运会。